# 영풍그룹
영풍그룹(永豊그룹, Young Poong Group)은 대한민국의 재벌로 영풍을 모회사로 하는 기업집단이다.
(주)영풍을 중심으로 하는 아연제련업과, (주)코리아써키트,(주)인터플렉스 등 인쇄회로기판제조업을 주 사업분야로 하고 있으며, 공정거래위원회에서 발표한 '2019년 상호출자제한 기업집단 지정현황 기준으로 재계서열 20위다.

## 관계사
- (주)영풍
- (주)영풍문고
- 영풍전자(주)
- 영풍개발(주)
- 시그네틱스(주)
- (주)코리아써키트
- (주)인터플렉스
- (주)테라닉스
- (주)엑스메텍
- (주)에스티
- (주)클린코리아

## 같이 보기
- 재벌